# Yacimiento de gas de Hassi R'Mel
Se encuentra en el sur del Provincia de Laghouat, 120 km al sur de la capital del Provincia.
El yacimiento de gas de Hassi R'Mel es el yacimiento de gas más grande de Argelia y uno de los yacimientos de gas más grandes del mundo. Se encuentra en las cercanías de la aldea de Hassi R'Mel, a 550 kilómetros (340 millas) al sur de Argel. Tiene una extensión de 70 kilómetros (43 millas) de norte a sur y 50 kilómetros (31 millas) de este a oeste.
Fue descubierto en 1956 junto con el yacimiento gigante de Hassi Messaoud. La producción comenzó en 1961. Sus reservas recuperables se han estimado en 2.415 billones de metros cúbicos de gas natural, y las reservas probables en 2.7-3 billones de metros cúbicos. La capacidad de producción anual es de alrededor de 100 mil millones de metros cúbicos de gas natural. El yacimiento se formó en el Triásico.
El gas se transporta a las ciudades costeras de Arzew, Argel y Skikda de donde parten gasoductos tales como el Magreb-Europa, Transmediterráneo, Medgaz y Galsi para el sur de Europa.

## Geología
El Hassi R'Mel es un yacimiento de gas formado en el Triásico, descubierto en 1956 con el pozo HR-1 y ubicado en un anticlinal Cretácico de la  dorsal de M'Zab.